# La Tuna Manza
La Tuna Manza är en ort i Mexiko.   Den ligger i kommunen Morelia och delstaten Michoacán de Ocampo, i den södra delen av landet, 230 km väster om huvudstaden Mexico City. La Tuna Manza ligger 2 294 meter över havet och antalet invånare är 143.
Terrängen runt La Tuna Manza är huvudsakligen kuperad, men västerut är den platt. Runt La Tuna Manza är det tätbefolkat, med 459 invånare per kvadratkilometer. Närmaste större samhälle är Morelia, 14,5 km sydost om La Tuna Manza. I omgivningarna runt La Tuna Manza växer huvudsakligen savannskog.